# Anne Cathrine Herdorf
Anne Cathrine Herdorf (Kopenhagen, 10 juli 1967) is een Deens zangeres en actrice.

## Biografie
Herdorf begon haar muzikale carrière in 1987 door deel te nemen aan Dansk Melodi Grand Prix, de Deense voorronde voor het Eurovisiesongfestival. Samen met Bandjo bracht Herdorf het nummer En lille melodi en won ze Dansk Melodi Grand Prix 1987. Hierdoor mocht ze haar vaderland vertegenwoordigen op het Eurovisiesongfestival 1987 in de Belgische hoofdstad Brussel. Daar eindigden Anne Cathrine Herdorf & Bandjo op de vijfde plaats.
Van 1987 tot en met 1993 trad Herdorf aan in verschillende Deense televisieshows. Ze was presentatrice van Dansk Melodi Grand Prix 1992 en jurylid in 1999.
1957: Birthe Wilke & Gustav Winckler · 
1958: Raquel Rastenni · 
1959: Birthe Wilke · 
1960: Katy Bødtger · 
1961: Dario Campeotto · 
1962: Ellen Winther · 
1963: Grethe & Jørgen Ingmann · 
1964: Bjørn Tidmand · 
1965: Birgit Brüel · 
1966: Ulla Pia · 
1978: Mabel · 
1979: Tommy Seebach · 
1980: Bamses Venner · 
1981: Tommy Seebach & Debbie Cameron · 
1982: Brixx · 
1983: Gry Johansen · 
1984: Hot Eyes · 
1985: Hot Eyes · 
1986: Trax · 
1987: Anne Cathrine Herdorf & Bandjo · 
1988: Hot Eyes · 
1989: Birthe Kjær · 
1990: Lonnie Devantier · 
1991: Anders Frandsen · 
1992: Lotte Nilsson & Kenny Lübcke · 
1993: Tommy Seebach Band · 
1995: Aud Wilken · 
1997: Kølig Kaj · 
1999: Michael Teschl & Trine Jepsen · 
2000: Olsen Brothers · 
2001: Rollo & King · 
2002: Malene · 
2004: Tomas Thordarson · 
2005: Jakob Sveistrup · 
2006: Sidsel Ben Semmane · 
2007: DQ · 
2008: Simon Mathew · 
2009: Niels Brinck · 
2010: Chanée & N'evergreen · 
2011: A Friend in London · 
2012: Soluna Samay · 
2013: Emmelie de Forest · 
2014: Basim · 
2015: Anti Social Media · 
2016: Lighthouse X · 
2017: Anja Nissen · 
2018: Rasmussen · 
2019: Leonora · 
2021: Fyr & Flamme · 
2022: REDDI · 
2023: Reiley · 
2024: Saba · 
2025: Sissal